# Carl Froch vs. Glen Johnson
Carl Froch vs Glen Johnson var en supermellemvægt mesterskabkamp om WBC-mellemvægt mesterskabet. Vinderen af kampen gik til finalen i Super Six World Boxing Classic-turneringen og skulle møde WBA-mesteren Andre Ward, efter han havde vundet en enstemmig afgørelse over Arthur Abraham den 14. maj 2011. Den blev afholdt den 4. juni 2011, i Boardwalk Hall i Atlantic City i New Jersey, USA og vist på Showtime i USA. og på Tv2 i Danmark.

## Build Up

### Carl Froch
Froch besejrede Andre Dirrell via en opdelt afgørelse i et WBC super-mellemvægt-titelforsvar i Nottingham i England. En meget kontroversiel sejr, som mange synes Dirrell havde vundet. Ikke desto mindre blev Froch erklæret som vinder og fik 2 point for sin sejr.  I hans anden kamp i Super Six, var modstanderen Mikkel Kessler. 31-årige Kessler formåede at tage WBC super-mellemvægt titlen fra den forsvarende mester i en stor actionkamp, der havde nogle virkelige mindeværdige episoder, især i de senere omgang. Kessler vandt via en enstemmig afgørelse. Efter tabet var Frochs næste kamp mod den robuste bokser Arthur Abraham. Han genvandt sin WBC-titel, da han dominerede fra start til slut og vandt en enstemmig afgørelse med sejr over Abraham i Helsinki i Finland.

### Glen Johnson
Tidligere letsværvægt-mester Johnson sluttede sig til Super Six World Boxing Classic, da han erstattede den skadede Mikkel Kessler. Johnson, 41, har ikke kæmpet i supermellemvægt siden 2000, men faldt ned til 75 kg-vægtklassen for at møde og ende med at besejre Allan Green i en Group Stage 3-kamp den 6. november og gik videre til semifinalerne med et 3 points knockout. Kampen fandt sted på MGM Grand i Las Vegas på undercardet et Juan Manuel Lopez vs Rafael Marquez fjervægt-titelkampen.

## Fight Card

### Sendte kampe
- Supermellemvægtmesterskabskamp:  Carl Froch vs.  Glen Johnson

Froch besejrede Johnson via majority afgørelse (116-112, 117-111, 114-114).

### Ikke sendte kamp
- Letsværvægtkamp:  Edison Miranda vs.  Rayco Saunders

Miranda besejrede Saunders via enstemmig afgørelse (80-73 , 79-73, 79-73).
- Letsværvægtkamp:  Zsolt Erdei vs.  Byron Mitchell

Erdei besejrede Mitchell via teknisk knockout at 1:58 i sjette omgang.
- Letwelterweightkamp:  Ivan Redkach vs.  Alberto Amaro

Redkach besejrede Amaro via teknisk knockout ved 1:46 i sjette omgang.
- Letsværvægtkamp:  Badou Jack vs.  Hajro Sujak

Jack besejrede Sujak via teknisk knockout i femte omgang.
- Mellemvægtkamp:  J'Leon Love vs.  Lamar Harris

Love besejrede Harris via enstemmig afgørelse (40-35, 40-35, 40-35).

## Showtime udsendelse
Som en del af tv-udsendelsen i USA, sendte Showtime tidligere supermellemvægtmester og tidligere Super Six-deltager Mikkel Kessler i sin comebackkamp mod Mehdi Bouadla. Kessler vandt i form af en TKO i sjette omgang, efter 14 måneders pause. Kampen var om den ledige WBO-Europæiske-supermellemvægttitel.